# 지장보살본원경 상‧중‧하
지장보살본원경 상‧중‧하는 대한민국 경기도 용인시 처인구 포곡읍, 백령사에 있는 불경이다. 2017년 6월 14일 경기도의 유형문화재 제312호로 지정되었다.

## 지정 이유
1612년에 전라도 송광사에서 간행된 불교 경전으로 그 전래본이 많지 않으며, 결락 부분이 없고 간기와 시주질 및 간행자 인명 사항이 분명하게 확인된다.

## 참고 자료
- 지장보살본원경 상‧중‧하 - 국가유산청 국가유산포털